# Nesogale talazaci
Nesogale talazaci is een zoogdier uit de familie van de tenreks (Tenrecidae). De wetenschappelijke naam van de soort werd voor het eerst geldig gepubliceerd door Charles Immanuel Forsyth Major in 1896.
In 2016 werd de soort verplaatst vanuit het geslacht Microgale naar het geslacht Nesogale.

## Voorkomen
De soort komt voor in oostelijk Madagaskar.